# فانداماتوم
فانداماتوم (بالإنجليزية: Vandamattom)‏ هي منطقة سكنية تقع في الهند في ادوكي.